# Vlado Bučkovski

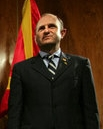
Vlado Bučkovski.

Vlado Bučkovski (Владо Бучковски), född 2 december 1962 i Skopje, är en makedonsk socialdemokratisk politiker. Han var Makedoniens försvarsminister 2001 och 2002 till 2004, samt premiärminister från 2004 till 2006. Efter att den förre premiärministern Hari Kostov den 18 november 2004 avgått på grund av konflikter inom regeringen tillträdde Bučkovski som hans efterträdare den 26 november; den 15 december valdes Bučkovski av parlamentet till ny premiärminister. Bučkovski efterträddes som premiärminister efter valet 2006 av kristdemokraten Nikola Gruevski. Bučkovski efterträddes i samband med detta som socialdemokratisk partiledare av Radmila Šekerinska.
Efter en långdragen rättsprocess dömdes Bučkovski 2014 till två års fängelse för att under sin tid som försvarsminister ha medverkat till att onödiga delar till T-55-stridsvagnar köptes. Även arméns dåvarande stabschef Metodija Stamboliski och tre andra befattningshavare i armén dömdes för samma sak.